# Kleidí (ort i Grekland, Mellersta Makedonien)
Kleidí är en ort i Grekland.   Den ligger i prefekturen Nomós Imathías och regionen Mellersta Makedonien, i den norra delen av landet, 300 km norr om huvudstaden Aten. Kleidí ligger 2 meter över havet och antalet invånare är 1 412.
Terrängen runt Kleidí är platt. Runt Kleidí är det ganska tätbefolkat, med 67 invånare per kvadratkilometer. Närmaste större samhälle är Alexándreia, 14,0 km nordväst om Kleidí. Trakten runt Kleidí består till största delen av jordbruksmark.